# Who Are You (groupe)
Pour les articles homonymes, voir Who Are You.
Who Are You est un groupe de rock indépendant canadien, originaire de la ville de Québec, au Québec. Formé en 2008, le groupe se compose actuellement de Josué Beaucage (voix, claviers, guitare, banjo), Christian Poirier (guitares, basses, voix) et Dominic Fournier (batterie, percussions, voix). Le groupe a tourné notamment au Québec, en Suisse et en France. La musique originale du trio prend la forme d'un rock alternatif contrasté. Leur univers musical est comparable à celui de Patrick Watson, Pink Floyd, Peter Gabriel ou encore Radiohead. 

## Collaborations
Who Are You a travaillé sur la musique du spectacle de danse déambulatoire Je me souviens (2011) du chorégraphe québécois Harold Rhéaume (Le Fils d'Adrien Danse).Ils ont également participé à la station Les jardins secrets (Véronique Côté) dans le parcours théâtral Où tu vas quand tu dors en marchant..? (Frédéric Dubois) du Carrefour international de théâtre de Québec (Marie Gignac) en 2009 et 2010 à titre de créateurs musicaux, musiciens et comédiens. Le groupe est également présent à titre de compositeur de musique de film dans le cadre du Kino Cabaret de l'édition 2011 du festival Off-Courts de Trouville, en France.
Le groupe a partagé la scène notamment avec Asaf Avidan, Rover, Cut Copy, Karkwa, Monogrenade, Joseph Arthur, The Besnard Lakes, Winter Gloves, Chad VanGaalen.

## Prix et nominations
En 2009, Josué Beaucage reçoit le Prix Bernard-Bonnier, décerné par la Fondation du théâtre du Trident, pour la conception sonore de la pièce Le "K" Buster, produit par la compagnie 7981 Théâtre. La même année, Who Are You s'est vu décerner le Prix Coup de cœur du jury au Salon de la Musique Indépendante de Montréal (SMIM) à l'activité Démo-Critique. En 2011, la chanson All Lights on est nommée au Gala Alternatif de la Musique Indépendante du Québec  (GAMIQ), dans la catégorie Vidéoclip de l'année.

## Vidéoclips
- 2011 All Lights On (réalisé par Samuel Matteau)
- 2011 Sleepwalkers (réalisé par Abraham Yutucay)
- 2013 The Plant Means Now (réalisé par Vladimir Kanic)